# Belton (South Kesteven)
Belton es una pueblo del distrito de South Kesteven, en el condado de Lincolnshire (Inglaterra). Se encuentra a 4 km de Grantham. Está listado en el Domesday Book como Beltone.